# Psathyrostachys fragilis
Psathyrostachys fragilis là một loài thực vật có hoa trong họ Hòa thảo. Loài này được (Boiss.) Nevski miêu tả khoa học đầu tiên năm 1934.